# Darren Penhall
Darren Penhall (* 18. November 1972 in St Austell) ist ein in England geborener australischer Dartspieler.

## Karriere
Darren Penhall spielt seit 2012 bei offiziellen Turnieren mit. 2019 spielte er erstmals die PDC Qualifying School, jedoch nicht erfolgreich. Ein Jahr später hingegen sicherte er sich überraschend über die Rangliste bei der Qualifying School eine Tourkarte für die kommenden zwei Jahre auf der PDC Pro Tour. Mit seiner Qualifikation für die Belgian Darts Championship 2020 gab Penhall sein Debüt auf der European Darts Tour. Dort unterlag er in der ersten Runde Ryan Searle mit 3:6. Auch die UK Open 2020 verliefen für Penhall erfolglos.
Nachdem die COVID-19-Pandemie kurze Zeit später den Dartsport weitestgehend aussetzen ließ, folgte Ende September Penhalls zweite European Tour-Teilnahme bei den German Darts Championship 2020. Doch auch hier unterlag Penhall zum Auftakt, dieses Mal gegen Scott Waites.
Im Jahr 2021 setzte Penhall komplett aus und spielte keine Turniere, sodass er zum Ende des Jahres seine Tourkarte verlor. Bei der PDC Qualifying School 2022 ging er allerdings wieder an den Start und startete dabei in der Final Stage. Zum Zurückgewinn reichte es jedoch nicht.
Auf der Challenge Tour 2022 erreichte Penhall bisher ein Halbfinale. Außerdem rückte er bei einem Players Championship-Wochenende ins Teilnehmerfeld auf. Über den Associate Member Qualifier gelang Penhall die Qualifikation für die European Darts Open.

## Weltmeisterschaftsresultate

### PDC
- 2024: 2. Runde (0:3-Niederlage gegen  Joe Cullen)